# Aranymetszés

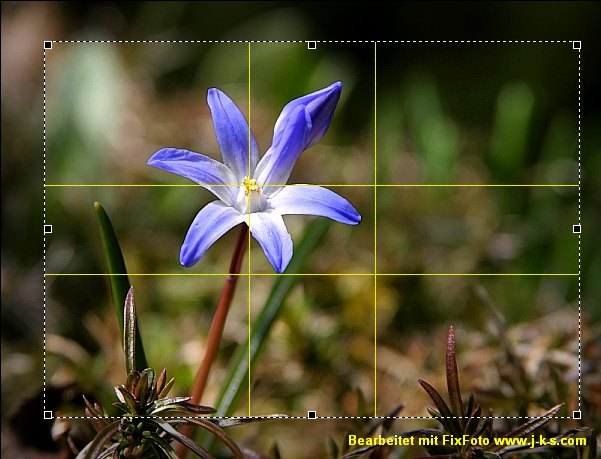
Az aranymetszés arányait tartalmazó formák máig nagy esztétikai értékkel bírnak

Az aranymetszés vagy aranyarány egy olyan arányosság, ami a természetben és művészetben is gyakran megjelenik, természetes egyensúlyt teremtve a szimmetria és az aszimmetria között.
Aranymetszési arányok találhatók számos ókori épületen, középkori és reneszánsz képzőművészeti alkotásokon. Az ókori püthagoreusok (Püthagorasz és követői), akik szerint a valóság matematikai alapokon nyugszik, az aranymetszésben a létezés egyik alaptörvényét vélték felfedezni, ugyanis ez az arány felismerhető a természetben is (például az emberi testen vagy csigák mészvázán).
Az aranymetszés arányait tartalmazó formák máig nagy esztétikai értékkel bírnak, számos területen (például a tipográfiában vagy a fényképészetben) alkalmazzák őket.
Az aranyarányt numerikusan kifejező irracionális Φ ≈ 1,618 számnak (görög nagy fí) számos érdekes matematikai tulajdonsága van.

## Matematikai definíció

Aranymetszés

Két rész (a és b, a>b) az aranymetszés szerint aránylik egymáshoz, ha az egész (a+b) úgy aránylik a nagyobbik részhez (a), ahogy a nagyobbik rész (a) a kisebbik részhez (b):
{\displaystyle {a+b \over a}={a \over b}}.
Vagyis a nagyobbik rész egyenlő az összeg és a kisebbik rész mértani közepével:
{\displaystyle a^{2}=(a+b)\cdot b}.
A fentiekkel egyenértékű az a megfogalmazás, hogy a nagyobbik rész úgy aránylik a kisebbik részhez, mint a kisebbik rész a két rész különbségéhez:
{\displaystyle {a \over b}={b \over a-b},} azaz:
{\displaystyle b^{2}=a\cdot (a-b)}.

## Története
Gyakori megjelenése miatt a geometriában már ókori matematikusok is tanulmányozták az aranymetszést. Bizonyíthatóan az ókori Egyiptomban is értették és használták ezt a törvényszerűséget. Az i. e. 2600 körül épült gízai nagy piramis arányaiban is felfedezhető az aranymetszés aránya. A piramis alapélének a fele (átlag 115,18 m) és oldallapjainak a magassága (kb. 186,42 m) az aranymetszés szerint aránylik egymáshoz (0,03%-os eltéréssel, ami hibahatáron belülinek tekinthető).
Az ókori görögök is ismerték ezt az arányt. Püthagorasz, Theodórosz és Eukleidész is foglalkozott vele. Az aranymetszés jelölése, a Φ (görög nagy fí betű) Pheidiász görög szobrász nevéből származik, aki gyakran alkalmazta munkájában. (További jelölések lejjebb.)
Adolf Zeising (1810–1876) Aus experimenteller Ästhetik (A kísérleti esztétikából) című művében ír nagyszámú emberen végzett méréseiről. A jól kifejlett emberi alaknak első osztási pontját a köldökre tette és megállapította, hogy a test törzsének és főbb tagjainak illeszkedési pontjai szintén az aranymetszés szerint aránylanak. Kétségtelen, hogy a korábbi, különösen a görög szoborművek arányai is megfelelnek Zeising elméletének: ha a test magassága 1000, a test alsó része a köldöktől 618, a test felső része a köldöktől 382, a fej hossza pedig 146. Ezek mind az aranymetszési szabály szerint viszonyulnak egymáshoz. Zeising azonkívül megkísérelte az ókor és a középkor legkiválóbb építményein kimutatni, hogy azoknak egészén és egyes részeinek méreteiben az aranymetszés elve uralkodik, ahogy a festészet legismertebb alkotásainak elrendezésében is ugyanez az elv érvényesül.
Az ókorban isteni számnak is nevezték, ugyanis az emberek nem csak matematikai tényként tekintettek rá, hanem az istenség földi jelenlétének és a teremtésnek a kifejezőjeként is értelmezték.

## Művészet
Több neves művész, illetve műalkotás épít az aranymetszés szabályaira. Például a magyar Szent Korona, Bartók Béla bizonyos zeneművei, Dante Alighieri Isteni színjátéka, Kassák Lajos A ló meghal… kezdetű költeménye, Leonardo da Vinci és Michelangelo festményei.

### Tipográfia
A tipográfia – avagy a betűk művészete – is épít az aranymetszés szabályaira: a címek, alcímek és a szövegtörzs betűméretének viszonyát általában az aranyarányban szokás megállapítani.

## Az aranyarány tényezője, a fí

### Jelölése
Az aranymetszés szerinti a>b számok arányának jelölése nem egységes.
- a/b jelölésére használatos a {\displaystyle \Phi \approx 1,618\,} (nagy fí) jelölés (ebben a cikkben is így szerepel).
- Szokás ugyanezt a számot {\displaystyle \varphi \approx 1,618}-del vagy {\displaystyle \phi \approx 1,618\,}-del (a kis fí változatai) jelölni, ám ekkor a nagy {\displaystyle \Phi \approx 0,618\,} b/a-t jelöli.
- Szokás {\displaystyle {\overline {\Phi }}\approx -0,618}-del jelölni az {\displaystyle x^{2}-x-1=0} egyenlet másik megoldását, azaz a −b/a-t.
- Ritkábban a {\displaystyle \tau \approx 1,618\,} (kis tau) is előfordul[3] az a/b hányados jelölésére.

### Kiszámítása
A definícióból kiszámolható, hogy a nagyobb rész (a) hányszorosa a kisebb résznek (b), tehát megkapható az a {\displaystyle \Phi } szám, amelyre {\displaystyle a=\Phi \cdot b}, másképpen: {\displaystyle \Phi ={\frac {a}{b}}} teljesül.
A definíció szerint:
{\displaystyle {\frac {a}{b}}={\frac {a+b}{a}}}
Innen 
{\displaystyle {\frac {a}{b}}=1+{\frac {b}{a}}}
Ebbe {\displaystyle \Phi ={\frac {a}{b}}}-t behelyettesítve kapjuk, hogy
{\displaystyle \Phi =1+{\frac {1}{\Phi }}}
{\displaystyle \Phi }-vel szorozva, majd 0-ra rendezve:
{\displaystyle \Phi ^{2}-\Phi -1=0\,}
Ezt a másodfokú egyenletet megoldhatjuk a megoldóképlettel:
{\displaystyle \Phi ={\frac {-(-1)\pm {\sqrt {(-1)^{2}-4\cdot 1\cdot (-1)}}}{2\cdot 1}}={\frac {1\pm {\sqrt {5}}}{2}}}
Az egyenlet negatív gyöke (≈ - 0,618) a feladat jellege miatt nem megoldása a problémának, így:
{\displaystyle \Phi ={\frac {1+{\sqrt {5}}}{2}}\approx 1,\ 618\ 033\ 988\ 749\ 894\ 848\ 205...}
{\displaystyle \Phi } irracionális szám, tehát nem írható fel két egész szám hányadosaként, ami a {\displaystyle {\sqrt {5}}} irracionalitásából is látható. Algebrai szám, sőt, algebrai egész, hiszen megoldása a fenti polinomegyenletnek.

### Kapcsolata a Fibonacci-sorozattal

A Fibonacci-spirál egy olyan logaritmikus spirál, ami egy negyedfordulat alatt nő a -szeresére (azaz egy egyenletű spirál).

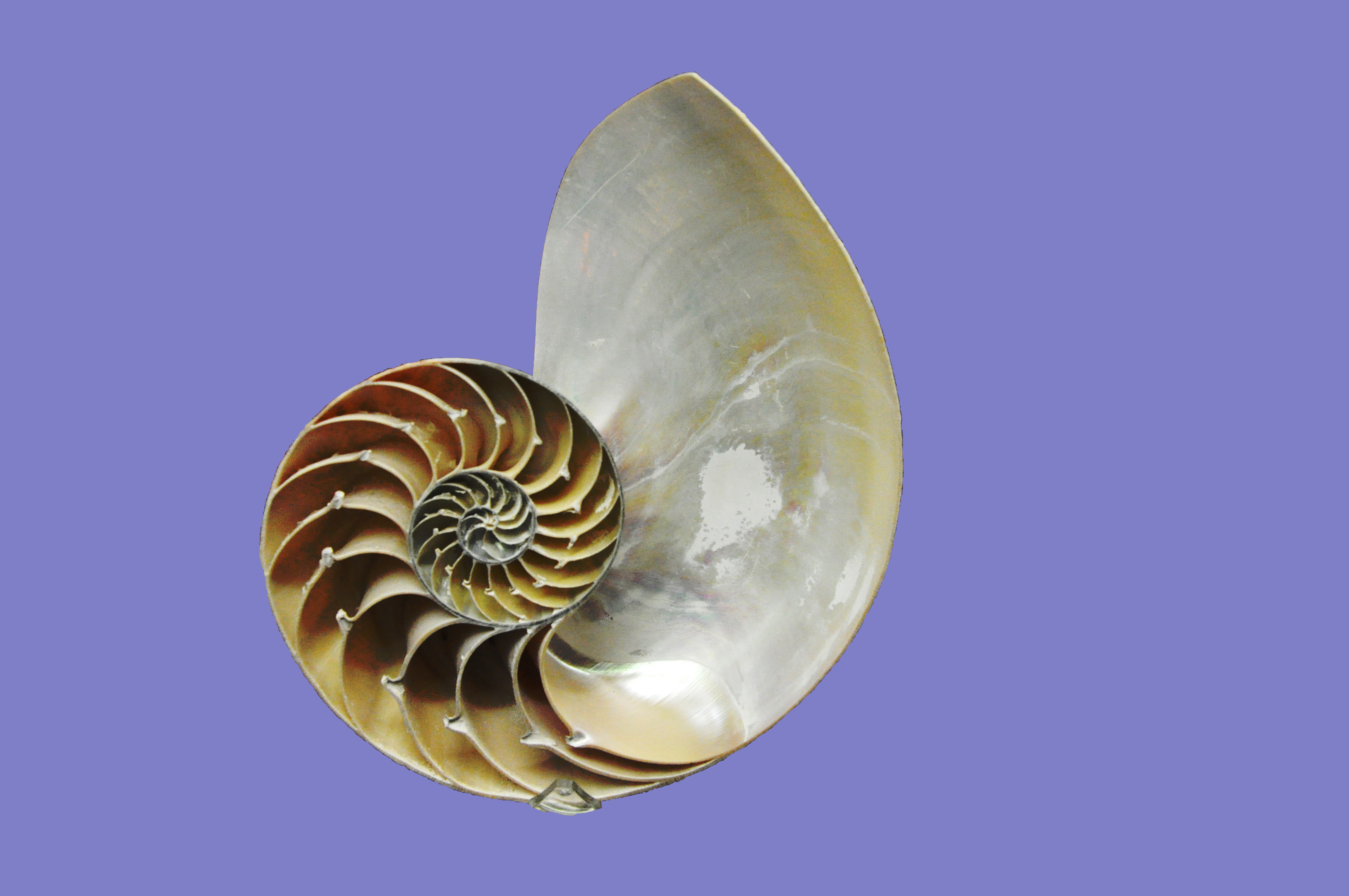
Csigáspolip (Nautilus Pompilius) héja. Természettudósok szerint a logaritmikus spirál mintázatát sok élőlény próbálja követni, mivel ez a legjobb módszer az arányos növekedésre

A Fibonacci-sorozat első két tagja a 0 és az 1. A következő tagok mindig az őket megelőző két tag összegével egyenlők. (0, 1, 1, 2, 3, 5, 8, 13, 21, 34, 55, 89, 144, 233, 377, 610, …)
A Fibonacci-sorozat egymást követő tagjainak hányadosából képzett sorozat (1/1, 2/1, 3/2, 5/3, …) határértéke éppen az aranymetszés aránya, a {\displaystyle \Phi }.
A Fibonacci-számok a következő formulával kaphatók meg az aranymetszés két fő számából: 
{\displaystyle F_{n}={\cfrac {\left({\cfrac {1+{\sqrt {5}}}{2}}\right)^{n}-\left({\cfrac {1-{\sqrt {5}}}{2}}\right)^{n}}{\sqrt {5}}}}
vagy másképpen 
{\displaystyle F_{n}={\frac {\Phi ^{n}-(1-\Phi )^{n}}{\sqrt {5}}}}

### Törtelőállítások

#### Végtelen lánctört-előállítás
Mivel
{\displaystyle \Phi =1+{\frac {1}{\Phi }},}
ezért
{\displaystyle \Phi =1+{\frac {1}{1+{\frac {1}{\Phi }}}},}
továbbá
{\displaystyle \Phi =1+{\frac {1}{1+{\frac {1}{1+{\frac {1}{\Phi }}}}}},}
és így tovább.
Ezzel az arányszám ún. (végtelen) lánctört-előállítását kapjuk:
{\displaystyle \Phi =1+{\frac {1}{1+{\frac {1}{1+{\frac {1}{...}}}}}}}

#### Előállításalineáris törtfüggvény-sorozat tagjai alakjában
Ha a fenti lánctört-sorozat tagjait egyszerűsítjük, úgy hogy a bennük szereplő törteket közös nevezőre hozzuk, érdekes dologra juthatunk. Ezt azonban egyszerűbben is megtehetjük: Mivel
{\displaystyle \Phi ={\frac {\Phi +1}{\Phi }},} a jobb oldalon álló Φ-kbe behelyettesítve a bal oldalon álló Φ jobb oldali alakját:
{\displaystyle \Phi ={\frac {{\frac {\Phi +1}{\Phi }}+1}{\frac {\Phi +1}{\Phi }}}} {\displaystyle =} {\displaystyle {\frac {\frac {2\Phi +1}{\Phi }}{\frac {\Phi +1}{\Phi }}}={\frac {2\Phi +1}{\Phi +1}},}
Most az így kapott kifejezéssel ugyanazt csinálva, mint előbb, azaz beírva a legelső egyenlet jobb oldalát, adódik:
{\displaystyle \Phi ={\frac {3\Phi +2}{2\Phi +1}}.}
Észrevehető, hogy a számláló és nevező együtthatói az {\displaystyle \left(f_{n}\right)_{n\in \mathbb {N} }} Fibonacci-sorozat szomszédos elemei. Teljes indukcióval bizonyítható, hogy általában is:
{\displaystyle \Phi ={\frac {f_{n+1}\Phi +f_{n}}{f_{n}\Phi +f_{n-1}}}.}

### Közelítés
A szám irracionális, közelíthetőség szempontjából pedig meglehetősen rosszul viselkedik. Egyrészt végtelen sok olyan p/q racionális szám van, amire
{\displaystyle \left|\Phi -{\frac {p}{q}}\right|<{\frac {1}{q^{2}}}},
hiszen ez minden irracionális számra teljesül.
Mivel {\displaystyle \Phi } algebrai, így ez semmilyen {\displaystyle \varepsilon >0} esetén nem igaz már {\displaystyle {\frac {1}{q^{2+\varepsilon }}}}-ra (Roth tétele).
Az is igaz, hogy végtelen sok olyan p/q racionális szám van, amire
{\displaystyle \left|\Phi -{\frac {p}{q}}\right|<{\frac {1}{{\sqrt {5}}\cdot q^{2}}}}
teljesül, mert Hurwitz approximációs tétele miatt ez is teljesül minden irracionális számra.
Mivel {\displaystyle \Phi } olyan szám, aminek lánctörtalakja egy küszöbtől kezdve csupa 1-es, ezért itt {\displaystyle {\sqrt {5}}} helyére nem lehet nagyobb számot írni. Mivel minden olyan szám esetén, amikor a számra nem igaz, hogy egy küszöbtől kezdve a lánctört alakjában csupa 1-es áll, akkor {\displaystyle {\sqrt {8}}}-cal is igaz az állítás.
Vagyis ilyen értelemben {\displaystyle \Phi } azok közé a számok közé tartozik, amik a lehető legrosszabbul közelíthetők.

### Megszerkesztése

Az érintő- és szelőszakaszok tétele alapján:
.

{\displaystyle {a+b \over a}={a \over b}}
Ha az aránypárban {\displaystyle a} adott, akkor {\displaystyle b} is egyértelműen meghatározott, ekkor {\displaystyle b}-nek a szerkesztése a következőképpen történik.
Felveszünk egy tetszőleges {\displaystyle OA=a} szakaszt, amely az aranymetszés arányai szerint a nagyobbik rész, és ehhez szerkesztjük meg az {\displaystyle OB=b} szakaszt, amely a kisebbik rész lesz.
Az {\displaystyle a} szakasz {\displaystyle A} végpontjába merőleges félegyenest állítunk {\displaystyle a}-ra, erre felmérjük az {\displaystyle {\frac {a}{2}}} távolságot. Legyen ennek végpontja az {\displaystyle I} pont. {\displaystyle I}-ból {\displaystyle {\frac {a}{2}}} sugárral körívet húzunk, amely az {\displaystyle OI} szakaszt {\displaystyle A}-hoz közelebb eső {\displaystyle B} pontban metszi. Az {\displaystyle OB=b} távolság lesz az arány kisebbik része, ugyanis a külső pontból húzott érintő- és szelőszakaszok tétele alapján:
{\displaystyle {\frac {a}{b}}={\frac {a+b}{a}}}.
Az aranymetszés a szabályos tízszög szerkesztése, illetve a szabályos ötszög szerkesztése során nagy segítséget nyújt.